# Lilith (komputer)

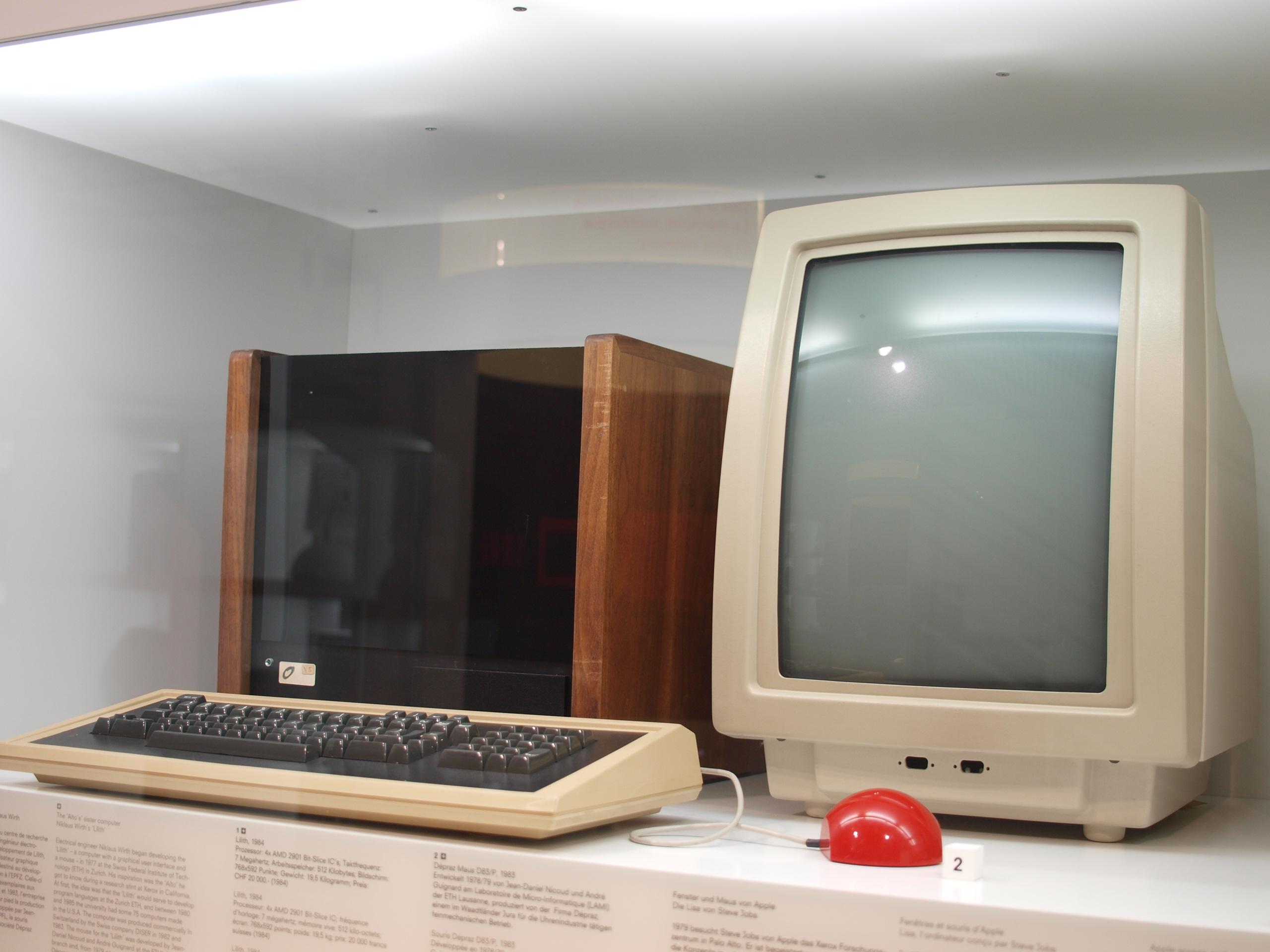
Komputer Lilith

Lilith – nazwa mikrokomputera skonstruowanego na ETHZ Zürich przez zespół kierowany przez prof. Niklausa Wirtha.
Projekt został rozpoczęty w 1977. W 1984 działało już kilkaset stacji roboczych. Komputer był wyposażony m.in. w monitor graficzny, myszkę, interfejs do drukarki laserowej oraz kartę sieciową. Oprogramowanie było napisane w całości w języku Modula-2. System operacyjny udostępniał interfejs graficzny typu WIMP (Windows, Icons, Mouse, Pop-up menu).